# Marc Schuster
Marc Schuster (* 1986) ist ein ehemaliger deutscher Schwimmer.

## Werdegang
Seine größten Erfolge errang er bei den deutschen Jahrgangsmeisterschaften 1999 mit einem dritten Platz über 100 m Brust, dem Titel 2002 über 50 m Brust, einem 3. Platz über 50 m Brust bei den Deutschen Schwimmmeisterschaften 2003 und einem zweiten Platz über 50 m Brust bei den Deutschen Schwimmmeisterschaften 2005. Er startete für den Deutschen Schwimmverband beim FINA Swimming World Cup 2002/2003 über 50- und 100 m Brust.